# Tomokazu Nagira
Tomokazu Nagira (柳楽 智和, Nagira Tomokazu, Izumo, 17 oktober 1985) is een Japans voormalig voetballer die als verdediger speelde.

## Clubcarrière
Nagira begon zijn carrière in 2004 bij Avispa Fukuoka. Hij tekende in 2011 bij FC Tokyo. Hij tekende in 2012 bij Gainare Tottori. Nagira beëindigde zijn spelersloopbaan in 2013.

## Interlandcarrière
Nagira speelde met het nationale elftal voor spelers onder de 20 jaar op het WK –20 van 2005 in Nederland.